# 神明站 (福井縣)
神明站（日语：／ Shimmei Eki */?）是位於福井縣鯖江市神明町，福井鐵道福武線的電車站。車站編號為F8。

## 車站構造
電車站是地面車站，設有2面3線的月台。此站是有人車站。此站是福井鐵道於鯖江市內最多人使用的車站。車站大樓是一座木製建築物。站內設有檢票口、櫃臺和候車室。
車站營業時間為早上7時至下午7時2分。站內設有濕廁、多功能廁所和公共電話。車站也設有泊車轉乘停車場（15個車位），停車場只限定期票持有人使用。
站內設有3座月台。在2011年3月20日時間表修正起，主要使用中間的島式月台，西邊為福井方向月台，東邊為武生方向月台。此外，車站東邊（舊車站大樓位置）設有乘車處，該乘車處只讓不載客電車和活動電車使用。該乘車處也視作月台，沒有特定方向，同時為了方便起見，會稱為3個月台。各月台之間設有站內平交道（設有遮斷機）。
在2006年1至3月，隨著電車站引入電車（低地台車輛），月台實施降低高度工程。因此島式月台和車站東邊月台加設了斜度，提供了無障礙環境。另外，車站大樓側邊曾經前往福井方向月台沒有進行工程，該月台已有欄柵圍封，不再使用。
在車站東邊乘車處南方延伸部分變成了停泊車輛的地方。在2006年3月31日前，從此站前往田原町的首班列車之車輛會在此站夜間停泊。另外，在2016年3月26日前設有從田原町出發，以此站作為終點站的電車班次。

### 月台
| 月台           | 路線                   | 上下行   | 方向                     |
| -------------- | ---------------------- | -------- | ------------------------ |
| 1 （福井方向） | ■福武線 （鳳凰田原線） | 下行     | 淺水、福井站、田原町方向 |
| 2 （武生方向） | ■福武線 （鳳凰田原線） | 上行     | 西鯖江、武生新方向       |
| 3              | 臨時月台               | 臨時月台 | 臨時月台                 |

## 歷史

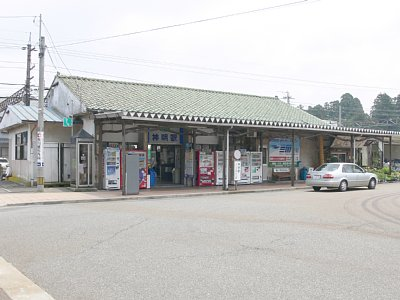
翻新前的車站大樓（2009年6月6日）

在戰前，此站名為福武電氣鐵道兵營站，當時電車站主要為了運送人員前往日本陸軍歩兵第36連隊前往神明。
在戰時的1939年，為了反情報行動，車站改名為「中央站」。在戰後電車站改名為神明站。
- 1924年2月23日：福武電氣鐵道兵營站啟用[1][2][4]。
- 1939年4月：車站改名為中央站[1][3]。
- 1945年8月1日：福井鐵道成立，成為福井鐵道的車站[1]。
- 1946年6月：由於車站鄰近神明神社，改名為神明站[1][3]。同時鯖浦線的神明站改名為水落站。
- 2024年10月11日：可使用ICOCA及全國通用IC卡付款[5][6]。

## 使用狀況
根據「鯖江市統計書」，以下為1日平均乘車人次，另外根據國土交通省的「國土數值調查」資料，本站是整個福井鐵道使用量最高的車站，甚至比福井站的使用人數更多。
| 乘車人次變化 | 乘車人次變化 |
| 年度         | 1日平均人次  |
| ------------ | ------------ |
| 2001         | 596          |
| 2002         | 563          |
| 2003         | 548          |
| 2004         | 540          |
| 2005         | 523          |
| 2006         |              |
| 2007         | 530          |
| 2008         |              |
| 2009         |              |
| 2010         | 550          |
| 2011         | 542          |
| 2012         | 570          |
| 2013         | 619          |
| 2014         | 635          |
| 2015         | 667          |
| 2016         | 658          |
| 2017         | 597          |
| 2018         | 606          |
| 2019         | 614          |
| 2020         | 533          |
| 2021         | 584          |
| 2022         | 621          |

## 車站周邊
車站正面（西邊）的迴旅路上設有各種交通工具，成為一個交通樞紐。當中包括福井鐵道的巴士站，停靠巴士站的路線可前往鯖浦線西田中和織田（越前町）方向。在迴旋路北邊設有鯖江市的社區巴士「杜鵑花巴士」的巴士站。在迴旋路附近設有的士公司。
在車站西邊設有由市管理的單車停泊處。在車站西南方設有第二次急救醫療設施公立丹南醫院。在車站東邊設有「鯖江市多功能型健康福祉設施神明苑」（前厚生年金神明苑），該處設有天然溫泉和住宿設施。職員在當值時間於檢票口會向福武線乘客派發入浴優惠票。
- 福井縣道186號神明停車場線（日语：福井県道186号神明停車場線） - 於站前全長約50米的道路。為福井縣最短的縣道。
- 國道417號（日语：国道417号）、福井縣道229號福井鯖江線（日语：福井県道229号福井鯖江線） - 於神明站路口與上述縣道的終點處連接。兩線於路口向南方前進（重疊區間），於神明站路口處，國道向西延伸，縣道向北延伸。

## 相鄰車站
福井鐵道
■福武線
■急行、■區間急行（區間急行由此站往水落一方為各站停車）
水落（F7）－神明（F8）－淺水（F9）
■普通
水落（F7）－神明（F8）－鳥羽中（F9）

## 外部連結
- 福井鐵道神明站 （页面存档备份，存于）（日語）